# Cercyon depressus
Cercyon depressus is een keversoort uit de familie van de waterkevers (Hydrophilidae). De wetenschappelijke naam van de soort is voor het eerst geldig gepubliceerd in 1829 door Stephens.